# انوراده میسرا
انوراده میسرا (انگلیسی: Anuradha Misra) فیزیکدان اهل هند است.